# Volkswerft Stralsund

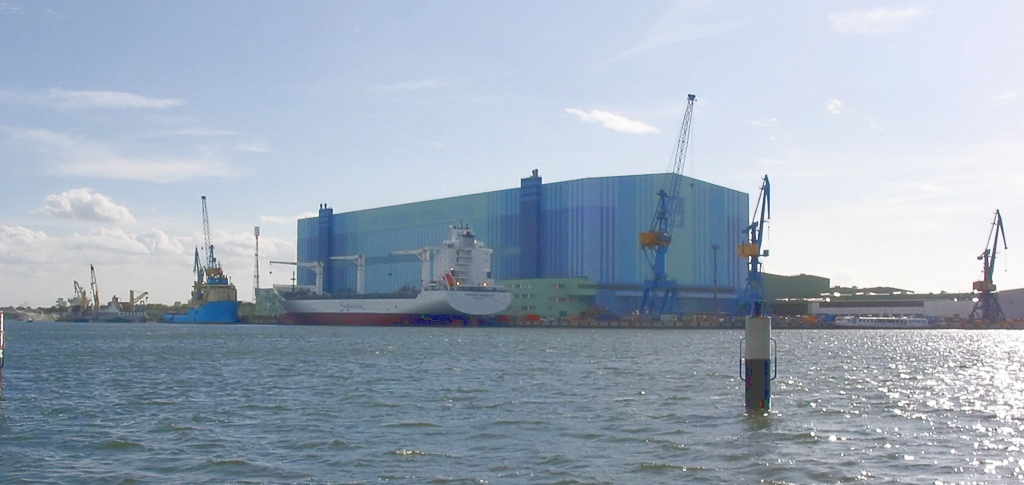
Volkswerft Stralsund.

Volkswerft Stralsund GmbH är ett tyskt skeppsvarv i Stralsund som grundades i juni 1948. Sedan 2010 är varvet en del av P+S Werften GmbH tillsammans med Peenevarvet GmbH.  

## Historia
Varvet grundades av sovjetiska militäradministrationen i Tyskland (SMAD) den 15 juni 1948 och kallades VEB Volkswerft Stralsund. Mellan 1948 och 1990 tillverkade man huvudsakligen fiskefartyg (fabrikstrålare och fabriksskepp) för fiskeindustrierna i Östtyskland, Sovjetunionen och andra stater i östblocket. Under denna tid var VEB Volkswerft Stralsund ett av de viktigaste varven i Europa för att bygga stora fiskefartyg. 
Efter Tysklands återförening 1990 gick exporterna till stater i östblocket tillbaka och varvet tvingades anpassa sig till den ny situationen. Så övertog Bremer Vulkan varvet 1993 från Treuhandanstalt men 1996 tvingades Bremer Vulkan begära sig i konkurs och BvS övertog varvet. Den 31 januari 1998 övertogs varvet av den danska A.P. Møller-Mærsk Groupen och den ny produktionstyngdpunkten låg på containerfartyg. 
I juli 2007 såldes varvet till Hegemann-Gruppe. Under finanskrisen 2009 minskade efterfrågan på containerfartyg och varvet måste åter anpassa sig till utvecklingen på världsmarknaden. Varvet specialiserade sig då på skepp med speciella funktioner, till exempel offshorefartygoch färjor. Under 2010 gick Volkswerft Stralsund samman med Peene-Werft GmbH  i Wolgast och i dag utgör man P+S Werften GmbH. Mer än 1 600 nya fartyg har lämnat varvet till i dag.
I dag har Volkswerft Stralsund en torrdocka (270 x 34,5 meter) och skeppsbyggnadshallar med 90 000 m² yta.

## Byggda fartyg i urval

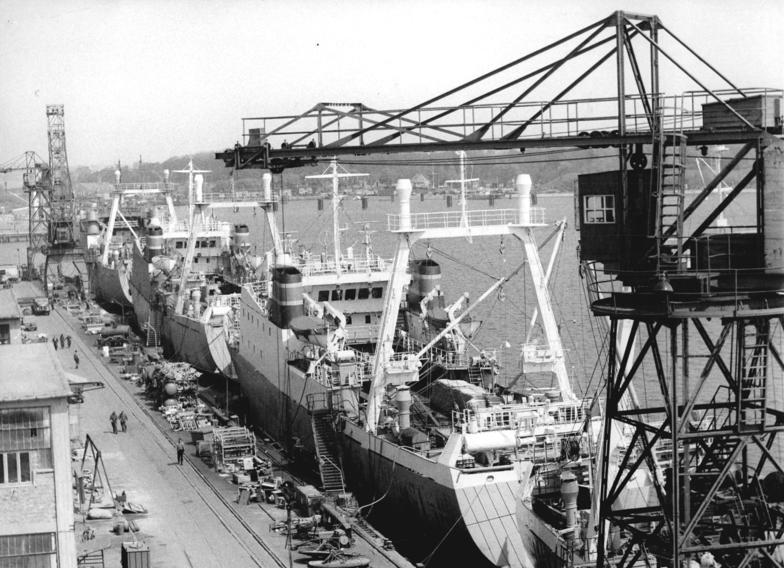
Fartygsklassen ”Atlantik” vid kajen i Stralsund.

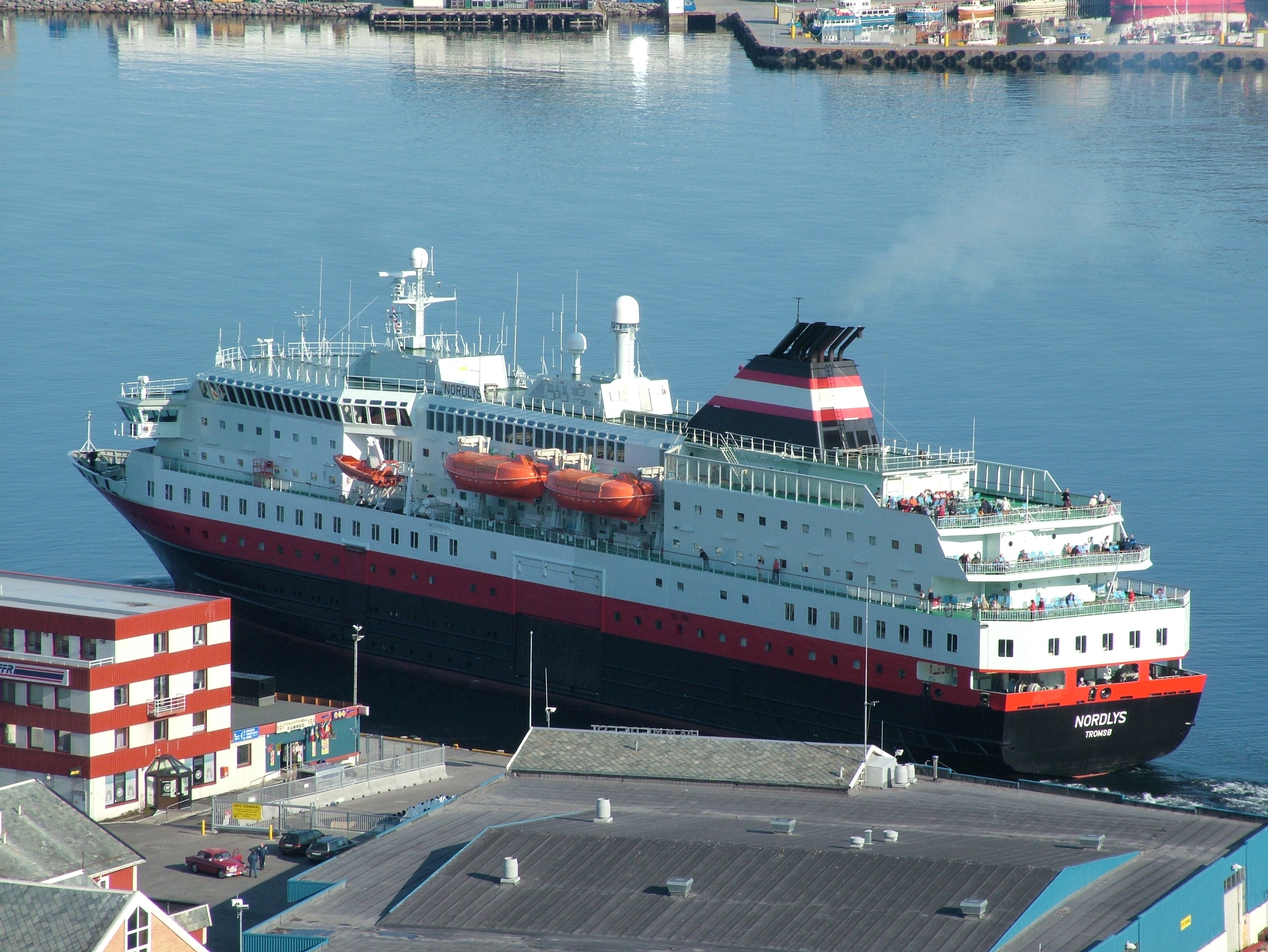
M/S Nordlys.

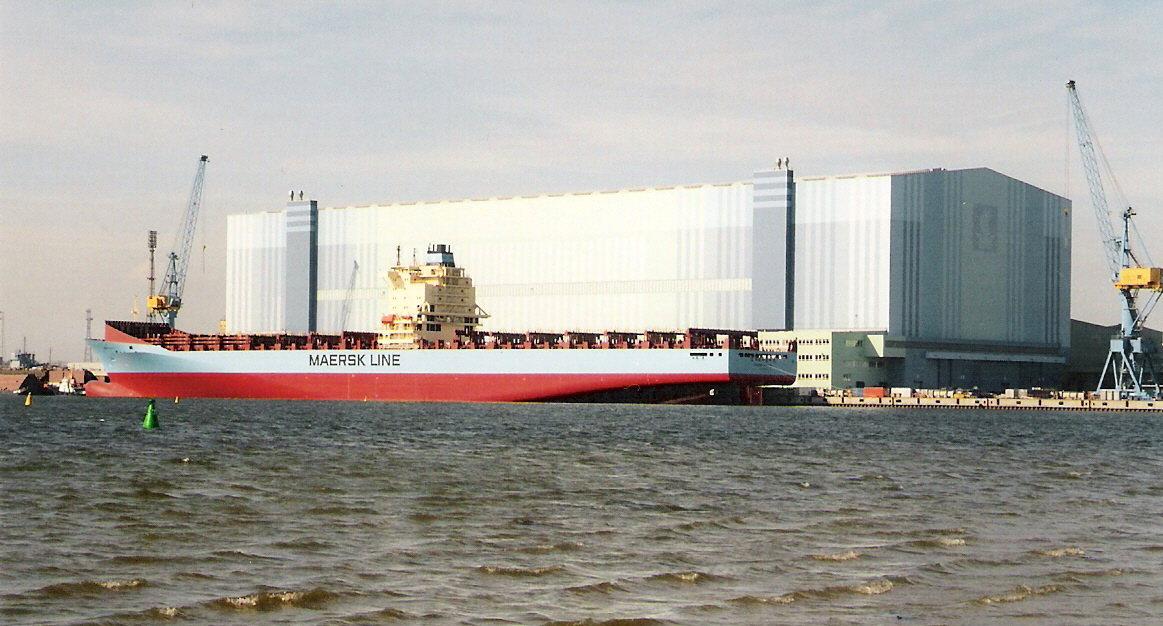
M/S Mærsk Boston.

| Fartygsklass          | År        | Fartygstyp                | Exempel                                           | Rederi                                 |
| Tropik                | 1962-1966 | fabriksskepp              | M/S Stubitz                                       | –                                      |
| Atlantik I/II         | 1966-1973 | fabriksskepp              | –                                                 | –                                      |
| Atlantik-Supertrawler | 1970-1983 | fabriksskepp              | –                                                 | –                                      |
| Atlantik-488          | 1984-1993 | fabriksskepp              | –                                                 | –                                      |
| –                     | 1992-1993 | frakt- och personfärjor   | M/S Kong Harald, M/S Richard With och M/S Nordlys | Hurtigruten                            |
| VW 1000               | 1995-1996 | containerfartyg           | –                                                 | –                                      |
| VW 2500               | 1997-2011 | containerfartyg           | M/S Michaela S, Safmarine Ngami                   | Reederei Schepers, Safmarine och andra |
| VWS 4000              | 2006-2007 | containerfartyg (Panamax) | M/S Mærsk Boston (ett av sju systerfartyg)        | A.P. Møller-Mærsk Group                |
| RoRo Ferry GR12       | 2010-2012 | färjor                    | M/S Berlin och M/S Copenhagen                     | Scandlines                             |